# Disaccoppiamento
In ambito informatico indica il grado di indipendenza degli elementi (classi, metodi, variabili) all'interno di un progetto software.
Scopo di una buona progettazione, è quello di portare al massimo tale grado in maniera da ridurre al minimo le influenze tra gli oggetti.
Un elevato grado di disaccoppiamento corrisponde ad una maggiore robustezza, modularità e manutenibilità del SW.